# Marele Premiu al Franței din 2022
Marele Premiu al Franței din 2022 (cunoscut oficial ca Formula 1 Lenovo Grand Prix de France 2022) a fost o cursă auto de Formula 1 ce s-a desfășurat între 22-24 iulie 2022 pe Circuitul Paul Ricard din Le Castellet, Franța. Aceasta a fost cea de-a douăsprezecea rundă a Campionatului Mondial de Formula 1 din 2022.
Intrând în cursă cu 2 victorii consecutive pentru Ferrari și o performanță solidă în calificări care l-a văzut în pole position, pretendentul la titlu Charles Leclerc a fost favorit pentru victorie, ceea ce i-ar fi redus distanța față de liderul campionatului și deținătorul titlului Max Verstappen. Cu toate acestea, Leclerc, care conducea cursa, a comis o greșeală în turul 18, ieșind de pe pistă și retrăgându-se din cursă, dându-i victoria lui Verstappen. Piloții Mercedes, Lewis Hamilton și George Russell, au terminat pe locul al doilea, respectiv al treilea, oferind echipei primul dublu podium al sezonului.
Cursa a fost, fără îndoială, un moment de cotitură în sezon, deoarece Verstappen și Red Bull au ajuns la o serie de victorii care i-au făcut să devină campioni, în timp ce Ferrari nu și-a revenit niciodată din deficitul de puncte și ritm care a apărut în restul sezonului, un fapt evidențiat de țipătul de disperare și frustrare al pilotului monegasc după ce a ieșit din cursă.

## Calificări
Calificările au început la 16:00, ora locală, pe 23 iulie, și au durat o oră.
| Poz.                  | Nr. | Pilot            | Constructor                  | Timpi calificări | Timpi calificări | Timpi calificări | Grila finală |
| Poz.                  | Nr. | Pilot            | Constructor                  | Q1               | Q2               | Q3               | Grila finală |
| --------------------- | --- | ---------------- | ---------------------------- | ---------------- | ---------------- | ---------------- | ------------ |
| 1                     | 16  | Charles Leclerc  | Ferrari                      | 1:31,727         | 1:31,216         | 1:30,872         | 1            |
| 2                     | 1   | Max Verstappen   | Red Bull Racing-RBPT         | 1:31,891         | 1:31,990         | 1:31,176         | 2            |
| 3                     | 11  | Sergio Pérez     | Red Bull Racing-RBPT         | 1:32,354         | 1:32,120         | 1:31,335         | 3            |
| 4                     | 44  | Lewis Hamilton   | Mercedes                     | 1:33,041         | 1:32,274         | 1:31,765         | 4            |
| 5                     | 4   | Lando Norris     | McLaren-Mercedes             | 1:32,672         | 1:32,777         | 1:32,032         | 5            |
| 6                     | 63  | George Russell   | Mercedes                     | 1:33,109         | 1:32,633         | 1:32,131         | 6            |
| 7                     | 14  | Fernando Alonso  | Alpine-Renault               | 1:32,819         | 1:32,631         | 1:32,552         | 7            |
| 8                     | 22  | Yuki Tsunoda     | AlphaTauri-RBPT              | 1:33,394         | 1:32,836         | 1:32,780         | 8            |
| 9                     | 55  | Carlos Sainz Jr. | Ferrari                      | 1:32,297         | 1:31,081         | Fără timp        | 19           |
| 10                    | 20  | Kevin Magnussen  | Haas-Ferrari                 | 1:32,756         | 1:32,649         | Fără timp        | 20           |
| 11                    | 3   | Daniel Ricciardo | McLaren-Mercedes             | 1:33,404         | 1:32,922         | N/A              | 9            |
| 12                    | 31  | Esteban Ocon     | Alpine-Renault               | 1:33,346         | 1:33,048         | N/A              | 10           |
| 13                    | 77  | Valtteri Bottas  | Alfa Romeo-Ferrari           | 1:33,034         | 1:33,052         | N/A              | 11           |
| 14                    | 5   | Sebastian Vettel | Aston Martin Aramco-Mercedes | 1:33,285         | 1:33,276         | N/A              | 12           |
| 15                    | 23  | Alexander Albon  | Williams-Mercedes            | 1:33,423         | 1:33,307         | N/A              | 13           |
| 16                    | 10  | Pierre Gasly     | AlphaTauri-RBPT              | 1:33,439         | N/A              | N/A              | 14           |
| 17                    | 18  | Lance Stroll     | Aston Martin Aramco-Mercedes | 1:33,439         | N/A              | N/A              | 15           |
| 18                    | 24  | Zhou Guanyu      | Alfa Romeo-Ferrari           | 1:33,674         | N/A              | N/A              | 16           |
| 19                    | 47  | Mick Schumacher  | Haas-Ferrari                 | 1:33,701         | N/A              | N/A              | 17           |
| 20                    | 6   | Nicholas Latifi  | Williams-Mercedes            | 1:33,794         | N/A              | N/A              | 18           |
| Regula 107%: 1:38,148 |     |                  |                              |                  |                  |                  |              |
| Sursa:                |     |                  |                              |                  |                  |                  |              |

Note
- ^1 – Carlos Sainz Jr. și Kevin Magnussen au fost obligați să înceapă cursa din spatele grilei pentru depășirea cotei lor de elemente ale unității de putere.[4]
- ^2 – Pierre Gasly și Lance Stroll au stabilit un timp pe tur identic în calificări. Gasly a fost clasificat înaintea lui Stroll, deoarece el a stabilit timpul pe tur mai devreme.[2]

## Cursă
Cursa a început la 15:00 ora locală (CEST) pe 24 iulie și a fost disputată pe parcursul a 53 de tururi.
| Poz.                                                                | Nr. | Pilot            | Constructor                  | Tururi | Timp/Retras | Grilă | Puncte |
| ------------------------------------------------------------------- | --- | ---------------- | ---------------------------- | ------ | ----------- | ----- | ------ |
| 1                                                                   | 1   | Max Verstappen   | Red Bull Racing-RBPT         | 53     | 1:30:02,112 | 2     | 25     |
| 2                                                                   | 44  | Lewis Hamilton   | Mercedes                     | 53     | +10,587     | 4     | 18     |
| 3                                                                   | 63  | George Russell   | Mercedes                     | 53     | +16,495     | 6     | 15     |
| 4                                                                   | 11  | Sergio Pérez     | Red Bull Racing-RBPT         | 53     | +17,310     | 3     | 12     |
| 5                                                                   | 55  | Carlos Sainz Jr. | Ferrari                      | 53     | +28,872     | 19    | 11     |
| 6                                                                   | 14  | Fernando Alonso  | Alpine-Renault               | 53     | +42,879     | 7     | 8      |
| 7                                                                   | 4   | Lando Norris     | McLaren-Mercedes             | 53     | +52,026     | 5     | 6      |
| 8                                                                   | 31  | Esteban Ocon     | Alpine-Renault               | 53     | +56,959     | 10    | 4      |
| 9                                                                   | 3   | Daniel Ricciardo | McLaren-Mercedes             | 53     | +1:00,372   | 9     | 2      |
| 10                                                                  | 18  | Lance Stroll     | Aston Martin Aramco-Mercedes | 53     | +1:02,549   | 15    | 1      |
| 11                                                                  | 5   | Sebastian Vettel | Aston Martin Aramco-Mercedes | 53     | +1:04,494   | 12    |        |
| 12                                                                  | 10  | Pierre Gasly     | AlphaTauri-RBPT              | 53     | +1:05,448   | 14    |        |
| 13                                                                  | 23  | Alexander Albon  | Williams-Mercedes            | 53     | +1:08,565   | 13    |        |
| 14                                                                  | 77  | Valtteri Bottas  | Alfa Romeo-Ferrari           | 53     | +1:16,666   | 11    |        |
| 15                                                                  | 47  | Mick Schumacher  | Haas-Ferrari                 | 53     | +1:20,394   | 17    |        |
| 16                                                                  | 24  | Zhou Guanyu      | Alfa Romeo-Ferrari           | 47     | Motor       | 16    |        |
| Ab                                                                  | 6   | Nicholas Latifi  | Williams-Mercedes            | 40     | Avarii      | 18    |        |
| Ab                                                                  | 20  | Kevin Magnussen  | Haas-Ferrari                 | 37     | Avarii      | 20    |        |
| Ab                                                                  | 16  | Charles Leclerc  | Ferrari                      | 17     | Accident    | 1     |        |
| Ab                                                                  | 22  | Yuki Tsunoda     | AlphaTauri-RBPT              | 17     | Podea       | 8     |        |
| Cel mai rapid tur: Carlos Sainz Jr. (Ferrari) – 1:35,781 (turul 51) |     |                  |                              |        |             |       |        |
| Sursa:                                                              |     |                  |                              |        |             |       |        |

Note
- ^1 – Include un punct pentru cel mai rapid tur.[7]
- ^2 – Zhou Guanyu a fost clasificat întrucât a parcurs mai mult de 90% din distanța cursei.[6] De asemenea, a primit o penalizare de cinci secunde pentru că a provocat o coliziune cu Mick Schumacher. Poziția sa finală nu a fost afectată de penalizare.[6]

## Clasamentele campionatelor după cursă
|  | Poz. | Pilot            | Pct. |
|  | ---- | ---------------- | ---- |
|  | 1    | Max Verstappen   | 233  |
|  | 2    | Charles Leclerc  | 170  |
|  | 3    | Sergio Pérez     | 163  |
|  | 4    | Carlos Sainz Jr. | 144  |
|  | 5    | George Russell   | 143  |

|   | Poz. | Constructor          | Pct. |
| - | ---- | -------------------- | ---- |
|   | 1    | Red Bull Racing-RBPT | 396  |
|   | 2    | Ferrari              | 314  |
|   | 3    | Mercedes             | 270  |
| 1 | 4    | Alpine-Renault       | 93   |
| 1 | 5    | McLaren-Mercedes     | 89   |

- Notă: Doar primele cinci locuri sunt prezentate în ambele clasamente.